# Diego Giacometti
Diego Giacometti (Borgonovo di Stampa, 15 novembre 1902 – Parigi, 15 luglio 1985) è stato uno scultore e designer svizzero.

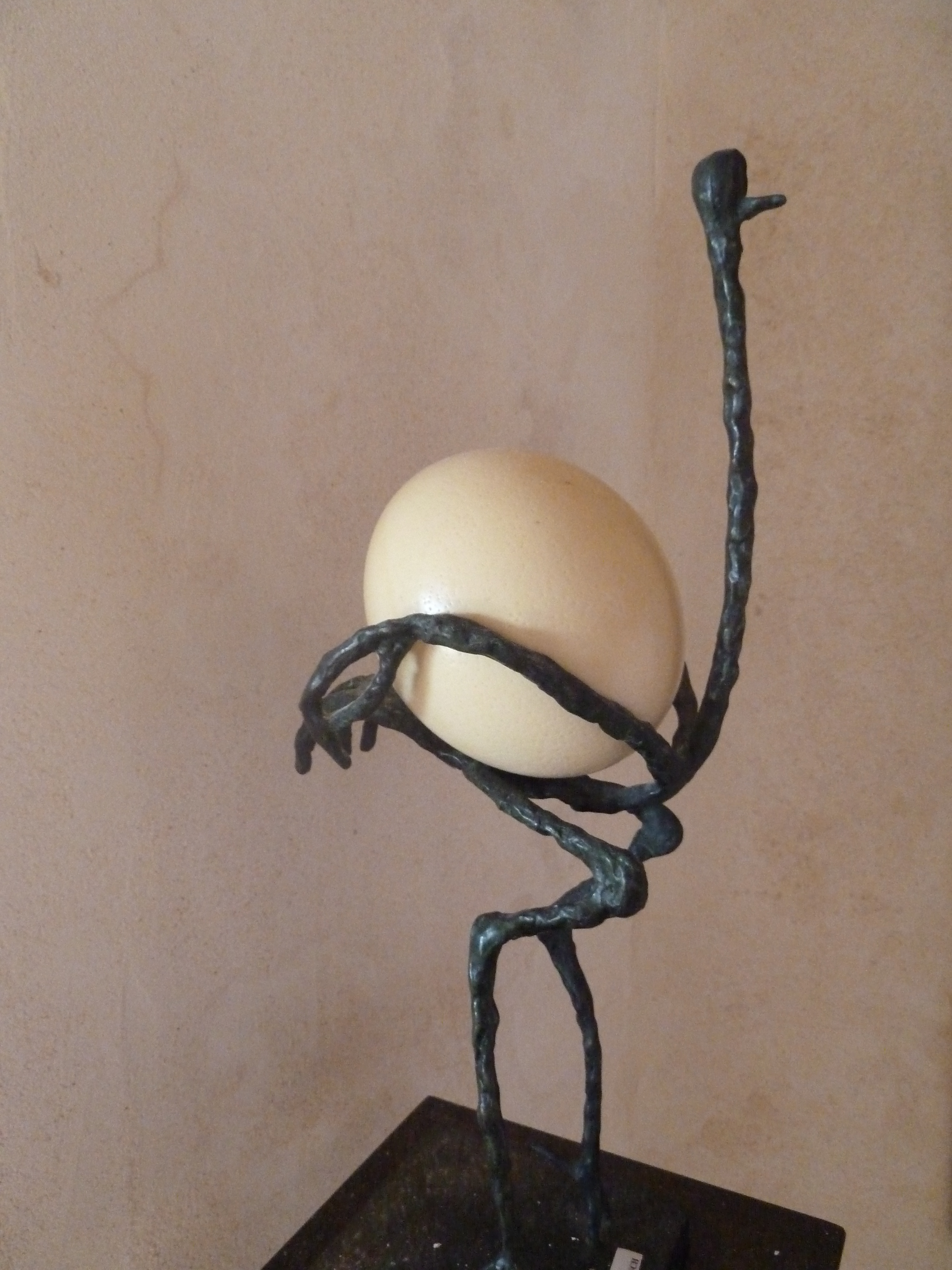
"Struzzo", scultura di Diego Giacometti, esposta al Museo Ilana Goor di Jaffa in Israele

Nato a Borgonovo di Stampa in val Bregaglia poco lontano dal confine con l'Italia, figlio del pittore Giovanni Giacometti, fratello di Alberto e di Bruno. Nel 1904 la sua famiglia si trasferì nel paese di Stampa.
Dopo gli studi commerciali a Basilea e a San Gallo all'età di 25 anni si trasferì a Parigi dove si riunì con il fratello Alberto.
I due aprono uno studio di scultura in rue Hippolyte-Maindron 46 e seguono insieme lavori su commissione.
Durante la Seconda guerra mondiale Diego comincia a fare le sue sculture con gli animali che sono il tema principale delle sue opere, essendo affascinato dalla natura vista nella sua valle in gioventù.
Tra le sue opere si ricordano le plafoniere per la nuova sede di Guerlain agli Champs-Elysées, disegnate nel 1938, poi le lampade disegnate per la nuova galleria d'arte di Matisse a New York e per gli arredi della sua villa a Cap Ferrat in Costa Azzurra.
Nel 1975 disegna due modelli di elefanti per Pierre Berés, poi si occupa dell'arredamento della Fondation Maeght a Saint-Paul-de-Vence, del Museo Chagall a Nizza e come ultima fatica del Museo Picasso a Parigi.
Muore a Parigi nel 1985 a 82 anni di età.